# Васифи
Зайниддин Махмуд Васифи (перс. زین‌الدین واصفی‎ ; 1485, Герат — 1551 или 1566, Ташкент) — таджикский писатель, историк и поэт из Герата, автор «Бадаи ал-Вакаи» («Удивительные события») — сборник записей исторического, мемуаристского, эпистолярного, биографического жанров, описанием новостей и «чудесных явлений», а также включает в себя несколько десятков образцов поэзии авторства Васифи. Некоторые разделы книги представляют собой острую сатиру на нравы периода становления династии Шейбанидов.

## Биография
О его жизни известно не очень много. Считается, что он родился в достаточно обеспеченной семье, окончил медресе в Герате, но затем отправился путешествовать по городам Средней Азии. После падения власти Тимуридов в Герате и репрессий против суннитов со стороны шаха Исмаила Васифи переехал Самарканд, затем побывал в Бухаре, Ташкенте и многих других городах, занимал различные должности: был имамом мечети, домашним учителем и воспитателем, придворным поэтом на службе у различных правителей. В 1518 году он прибыл Шахрухию ко двору Суюнчходжа-хана, чтобы стать воспитателем его сына, Кельди-Мухаммад-хана, с которым после смерти его отца в 1525 году переехал в Ташкент; после смерти своего бывшего воспитанника стал воспитателем его сына, Абу-л-Музаффар Хасан-султана. В этот период жизни он почти не покидал Ташкента, хотя в 1537 году находился в составе армии, действовавшей против казахов у Иссык-куля. Точная дата и обстоятельства его смерти неизвестны.

## Творчество
Единственным произведением Васифи является труд «Бадаи ал-Вакаи» (наиболее известный вариант перевода на русский язык — «Удивительные события»), который он дополнял и редактировал всю свою жизнь. Эта книга является объёмным собранием записей исторического, мемуаристского, эпистолярного, биографического жанров, описанием новостей и «чудесных явлений», а также включает в себя несколько десятков образцов поэзии авторства Васифи. Некоторые разделы книги представляют собой острую сатиру на нравы периода становления династии Шейбанидов. «Удивительные события» дают широкую картину различных сторон жизни многих городов и регионов Средней Азии XV—XVI веков и признаются важным историческим источником и литературным памятником. В переработанном виде эта книга была издана С. Айни вместе с исследованием о жизни и творчестве Васифи. Впоследствии учёным А. Н. Болдыревым был подготовлен и издан критический текст «Удивительных событий», равно как и перевод на русский язык некоторых отрывков из них.